# Bárbara de Celje
Bárbara de Celje ou Bárbara de Cilli (em esloveno: Barbara Celjska; Celje, ca. 1390 — Mělník, 11 de julho de 1451) foi esposa do imperador Sigismundo tornando-se assim Imperatriz.
Através do casamento também se tornou Rainha Consorte da Hungria e da Boémia. Acabou por receber a alcunha de "Messalina da Germânia" pelas suas intrigas políticas, a sua participação foi fundamental na criação da Ordem do Dragão Bárbara também serviu como regente da Hungria aquando da ausência do marido.

## Genealogia
Bárbara era filha de Armando II de Celje e da Condessa Ana de Schaunberg. Seus avós paternos foram Herman I de Celje e a esposa Catarina da Bósnia, sendo esta possivelmente irmã de Isabel da Bósnia. Os avós maternos de Bárbara foram Henrique III de Schaunberg e a sua esposa Úrsula de Görz.
Tanto Bárbara quanto sua prima e irmã adotada, Ana de Celje, casaram com reis cujas esposas haviam falecido recentemente e eram irmãs ou parentes de membros da família de Celje. Ana de Celje casou com Vladislau II Jagelão da Polônia em 1402, após a morte de Edviges da Polónia, enquanto Bárbara casou com Sigismundo da Hungria. (anos depois também Imperador Romano-Germânico) em 1405, após a morte de Maria da Hungria.
Bárbara assistiu ainda ao nascimento de três netos seus: Ana de Luxemburgo, Isabel da Áustria e Ladislau V da Hungria. Bárbara é uma das ancestrais das atuais famílias reais de Europa.

## Biografia

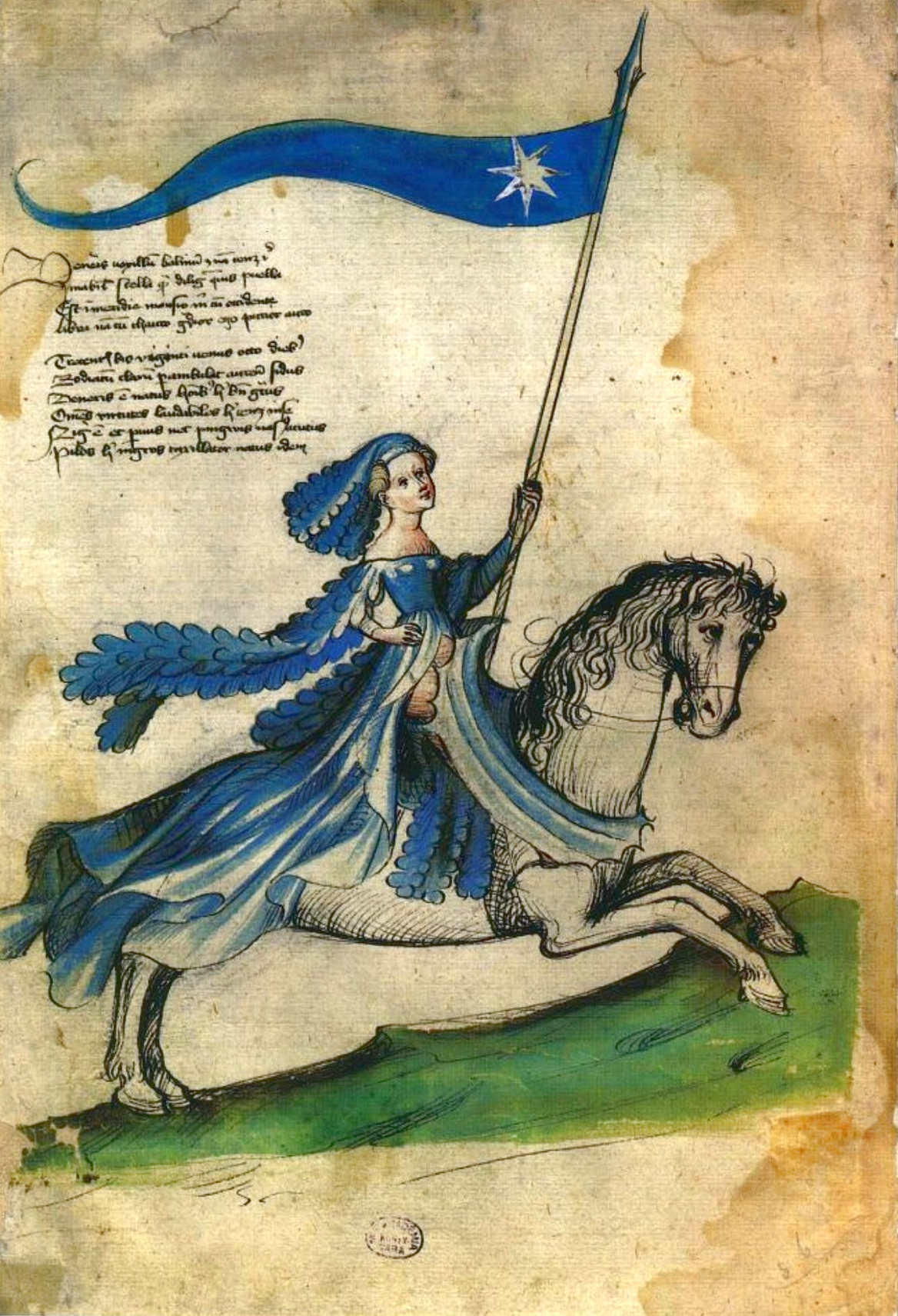
Bárbara de Celje

Bárbara ficou noiva em 1401, tendo-se casado em 1405 ou 1408 com Segismundo, Rei da Hungria, um dos filhos mais novos do imperador Carlos IV que mais tarde sucederia ao trono da Germânia (1410), Boémia (1419) tendo ele próprio sido coroado Imperador Romano-Germânico em 1433. O casamento em si teria ocorrido em 1405, mas não totalmente confirmado até 1408, quando Bárbara foi coroada Rainha da Hungria.
Bárbara deu à luz uma filha, Isabel de Luxemburgo, a única sobrevivente dos filhos de Segismundo, que se casou com o rei Alberto II da Germânia.
Bárbara passou a maior parte do seu tempo na Hungria, enquanto o marido dedicava o seu tempo a outros lugares. Ela serviu como Regente da Hungria nas suas ausências em 1412, 1414, 1416 e 1418. Em 1429, participou do Congresso de Lutsk. Foi coroada Rainha da Hungria em 1408, Rainha da Germânia em 1414, Imperatriz-consorte Romano-Germânica em 1433 e Rainha da Boémia em 1433.
Bárbara tentou persuadir os boêmios a levar o rei Vladislau III da Polônia ou Casimiro IV Jagelão da Polônia ao trono da Boêmia quando a morte de Sigismundo, em vez de seu genro Alberto II da Germânia; em troca, Vladislau se casaria com ela. Quando Sigismundo descobriu, ele ordenou a prisão de Bárbara em Bratislava em 5 de dezembro de 1437.
Quando Sigismundo faleceu, Bárbara foi libertada, teve todas suas propriedades confiscadas e posteriormente foi expulsa da Hungria. Ela se mudou para a Polônia onde recebeu um feudo em Sandomierz, segundo Pagal Dlugošą. Em 1441, ela se mudou para Mělník, na Boêmia. Bárbara passou o resto de sua vida como rainha-viúva na Boêmia, onde foi acusada de conspiração contra o regime.
Dedicou seus últimos anos aos estudos de alquimia e ocultismo. Faleceu em 14 de outubro de 1451, vítima de peste. Foi enterrada na Capela de Santo André na Catedral de São Vito, em Praga.